# Euptoieta hegesia
Euptoieta hegesia (denominada popularmente, em língua inglesa, de Mexican fritillary) é uma borboleta neotropical da família Nymphalidae e subfamília Heliconiinae, nativa do sul dos Estados Unidos (na Califórnia, Arizona e Texas) e Índias Ocidentais até a Argentina. Foi classificada por Pieter Cramer, com a denominação de Papilio hegesia, em 1779. Suas lagartas se alimentam de algumas espécies de plantas dos gêneros Turnera e Passiflora.

## Descrição
Indivíduos desta espécie possuem as asas com envergadura em torno de 7 centímetros, de dimensões harmoniosas e de coloração laranja, vistas por cima, com manchas negras, circulares, acompanhando uma faixa de mesma coloração na borda das asas anteriores e posteriores. Vistos por baixo, apresentam a padronagem de folha seca, com a área central das asas anteriores, próxima ao corpo do inseto, de coloração mais alaranjada. Macho e fêmea são semelhantes, embora as fêmeas sejam ligeiramente maiores.

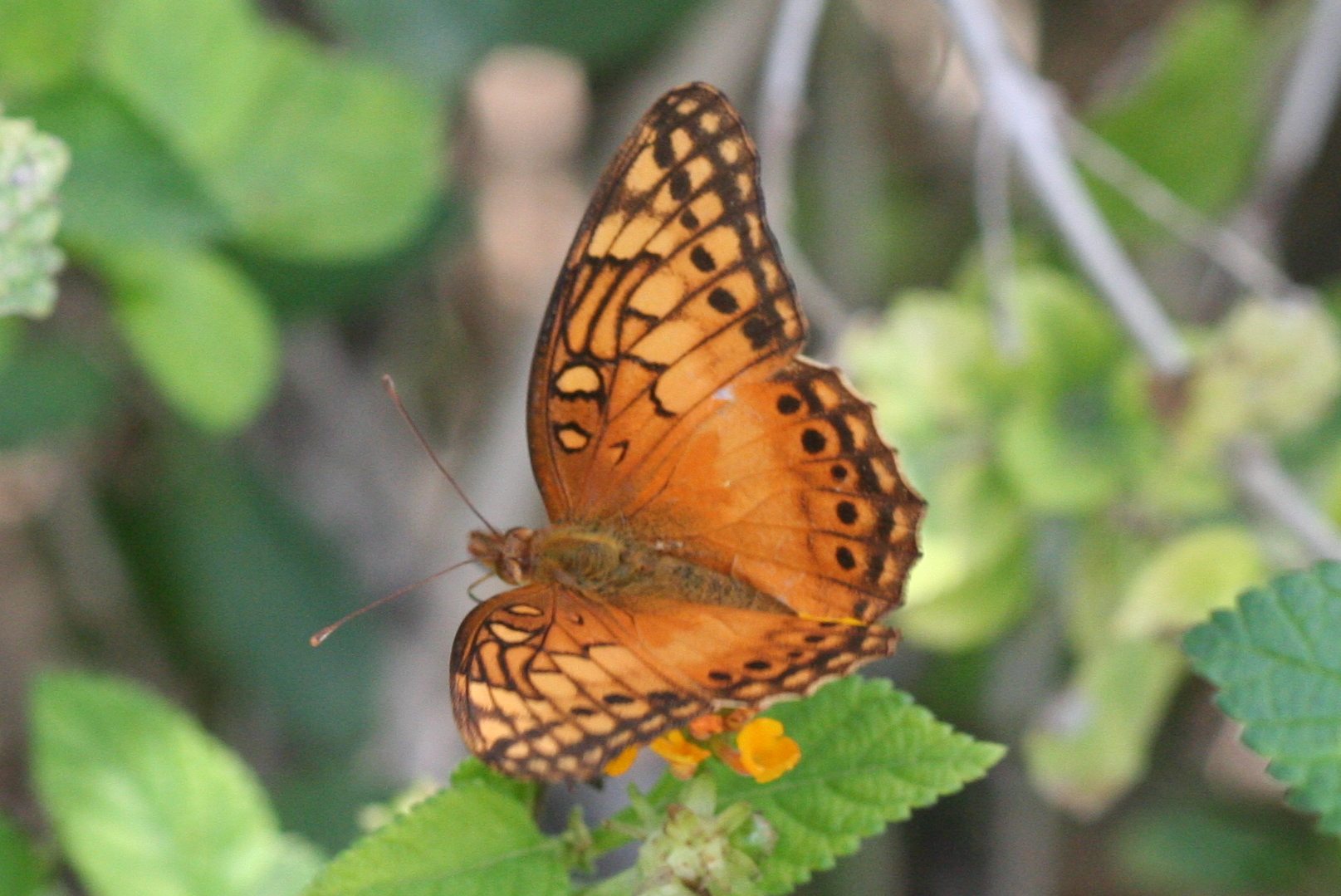
E. hegesia pousada em flor de Lantana.

## Hábitos
Estas borboletas são encontradas em áreas abertas e antrópicas, como pastagens, campos, beiras de estradas, pomares e em jardins floridos, onde se alimentam de substâncias retiradas de flores como Bidens pilosa, a Stachytarpheta jamaicensis, a Lantana camara ou a Asclepias curassavica.

## Ovo, lagarta, crisálida e planta-alimento
Os ovos de Euptoieta hegesia são colocados pela fêmea sobre plantas das espécies Turnera diffusa, Turnera ulmifolia (gênero Turnera), Passiflora foetida, Passiflora suberosa, Passiflora rubra, Passiflora perfoliata (gênero Passiflora) e plantas do gênero Hybanthus. As suas lagartas, em seu último estágio larvar, apresentam a área dorsal avermelhada e faixas brancas, intercaladas, partindo da cabeça e indo em direção à cauda, além de apresentar projeções espiniformes negras e um par de projeções na cabeça, chifres, com as pontas em forma de clava. A crisálida é de coloração castanho-clara, com nuances em cinza-prateado ou dourado e, por vezes, azulado.

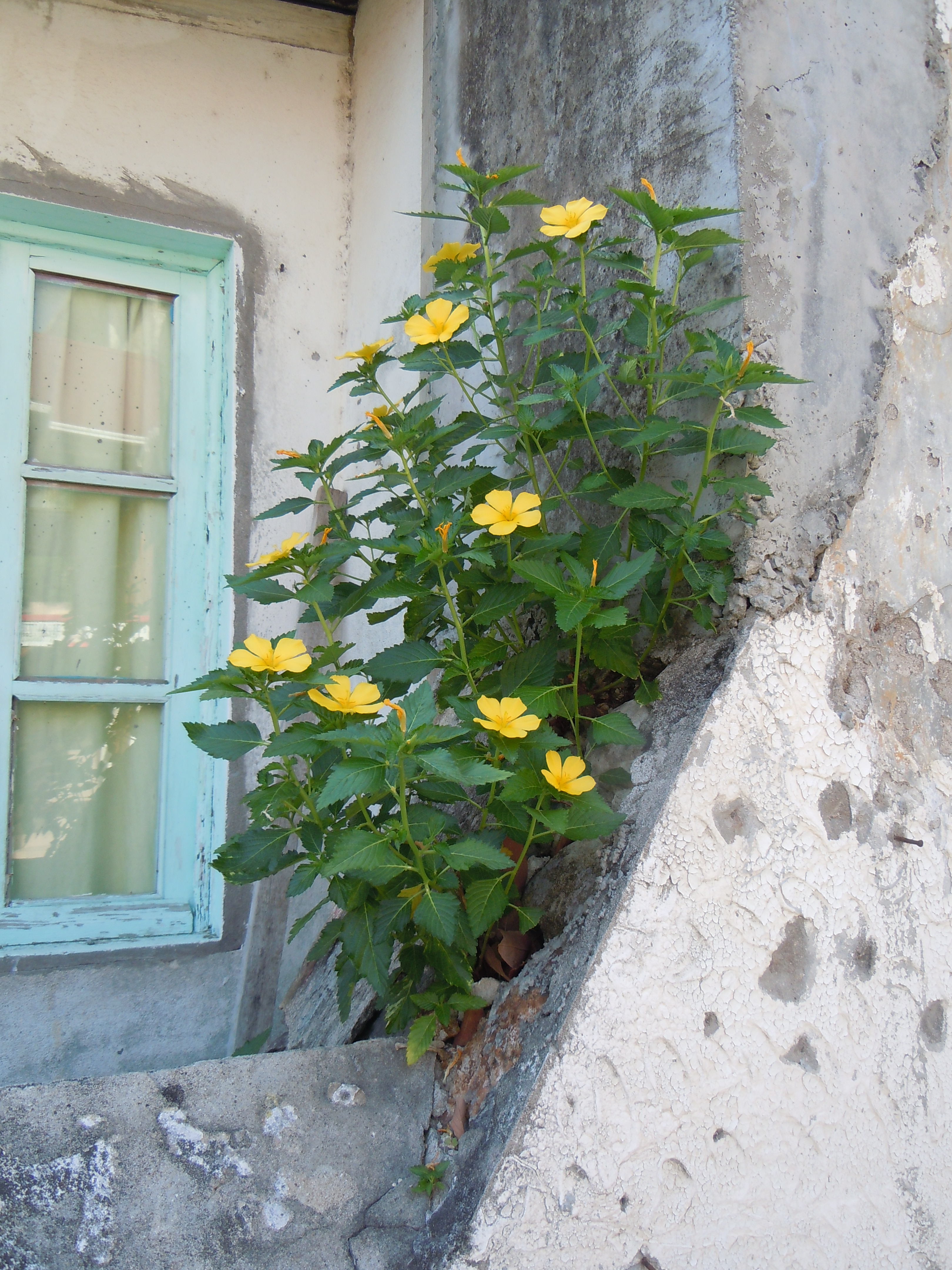
As lagartas de E. hegesia se alimentam de plantas da espécie Turnera ulmifolia.

## Subespécies
E. hegesia possui três subespécies:
- Euptoieta hegesia hegesia - Descrita por Cramer em 1779, de exemplar proveniente da Jamaica (também ocorrendo em Cuba, República Dominicana[1], ilha de São Domingos, Bahamas, ilha de Mona e ilhas Cayman).[17]
- Euptoieta hegesia meridiania - Descrita por Stichel em 1938, de exemplar proveniente do Brasil (também ocorrendo dos EUA e México[1] à Argentina).[4]
- Euptoieta hegesia watsoni - Descrita por Comstock em 1944, de exemplar proveniente de Porto Rico.[1]

## Diferenciação entre espécies
As borboletas Euptoieta hegesia podem ser confundidas, em voo ou pelo não-especialista, com outra espécie da mesma subfamília, Agraulis vanillae, embora esta apresente manchas em prata na face inferior das asas.